# Gislaved Gummi
Gislaved Gummi AB är ett företag i Gislaved som tillverkar industrigummiprodukter. Företaget har 320 anställda och omsätter drygt 650 miljoner kronor[när?].
Gislaved Gummi är ett dotterbolag till Hexpol och har sitt ursprung i Svenska Gummifabriken i Gislaved.